# Susan FitzGerald
Susan Maria Theresa Fitzgerald (28 de mayo de 1949-9 de septiembren de 2013) fue una actriz irlandesa, conocida por su trabajo en la televisión y su trabajo en el teatro irlandés.
Interpretó el papel de May en Footfalls de Samuel Beckett para el Teatro Gate en el proyecto de Beckett on Film. A su muerte fue aclamada como «una de las actrices de la etapa más conocida de Irlanda» y «la actriz de teatro preeminente de su generación y querida del público de teatro».
Murió a los 64 años de edad, de cáncer, con el que luchó desde marzo de 2011. Le sobreviven sus tres hijos, Sarah, Sophie, y Richard, que tuvo con su exmarido Michael Colgan.

## Filmografía seleccionada

### Películas
- Happy Ever Afters - Mrs. Maguire
- Satellites & Meteorites - Angela Gore
- Trouble with Sex - Rosie
- Footfalls (short) - May
- Angela's Ashes - Hermana Rita
- The Serpent's Kiss - Mistress Clevely
- A Portrait of the Artist as a Young Man (1977) - Emma

### Televisión
- The Big Bow Wow - Patricia
- Proof - Beatrice Cosgrove
- The Irish R.M. - Miss Longmuir